# Soolking/Diskografie
Diese Diskografie ist eine Übersicht über die musikalischen Werke des algerischen Rappers Soolking. Den Schallplattenauszeichnungen zufolge hat er bisher mehr als 6,7 Millionen Tonträger verkauft. Seine erfolgreichste Veröffentlichung ist die Single Suavemente mit über 610.000 verkauften Einheiten.

## Alben

### Studioalben
| Jahr | Titel Musiklabel                              | Höchstplatzierung, Gesamtwochen, AuszeichnungChartplatzierungen (Jahr, Titel, Musiklabel, Platzierungen, Wochen, Auszeichnungen, Anmerkungen) | Höchstplatzierung, Gesamtwochen, AuszeichnungChartplatzierungen (Jahr, Titel, Musiklabel, Platzierungen, Wochen, Auszeichnungen, Anmerkungen) | Höchstplatzierung, Gesamtwochen, AuszeichnungChartplatzierungen (Jahr, Titel, Musiklabel, Platzierungen, Wochen, Auszeichnungen, Anmerkungen) | Höchstplatzierung, Gesamtwochen, AuszeichnungChartplatzierungen (Jahr, Titel, Musiklabel, Platzierungen, Wochen, Auszeichnungen, Anmerkungen) | Höchstplatzierung, Gesamtwochen, AuszeichnungChartplatzierungen (Jahr, Titel, Musiklabel, Platzierungen, Wochen, Auszeichnungen, Anmerkungen) | Anmerkungen                                                |
| Jahr | Titel Musiklabel                              | FR | BEW | DE | AT | CH | Anmerkungen                                                |
| ---- | --------------------------------------------- | --- | --- | --- | --- | --- | ---------------------------------------------------------- |
| 2018 | Fruit du démon Affranchis / Hyper Focal (UMG) | FR4 Platin · (95 Wo.)FR | BEW10 (63 Wo.)BEW | — | — | CH34 (1 Wo.)CH | Erstveröffentlichung: 2. November 2018 Verkäufe: + 100.000 |
| 2020 | Vintage Affranchis / Hyper Focal (UMG)        | FR3 Platin · (121 Wo.)FR | BEW5 (37 Wo.)BEW | DE71 (1 Wo.)DE | — | CH12 (3 Wo.)CH | Erstveröffentlichung: 20. März 2020 Verkäufe: + 100.000    |
| 2022 | Sans visa Affranchis / Hyper Focal (UMG)      | FR2 ×2Doppelplatin · (… Wo.)FR | BEW9 ×3Dreifachplatin · (64 Wo.)BEW | — | — | CH25 (3 Wo.)CH | Erstveröffentlichung: 27. Mai 2022 Verkäufe: + 260.000     |
| 2025 | Africa Jungle Part.1 Hyper Focal (UMG)        | FR14 (… Wo.)FR | BEW52 (14 Wo.)BEW | — | — | — | Erstveröffentlichung: 20. Februar 2025                     |

## Singles

### Als Leadmusiker
| Jahr | Titel Album                         | Höchstplatzierung, Gesamtwochen, AuszeichnungChartplatzierungen (Jahr, Titel, Album, Platzierungen, Wochen, Auszeichnungen, Anmerkungen) | Höchstplatzierung, Gesamtwochen, AuszeichnungChartplatzierungen (Jahr, Titel, Album, Platzierungen, Wochen, Auszeichnungen, Anmerkungen) | Höchstplatzierung, Gesamtwochen, AuszeichnungChartplatzierungen (Jahr, Titel, Album, Platzierungen, Wochen, Auszeichnungen, Anmerkungen) | Höchstplatzierung, Gesamtwochen, AuszeichnungChartplatzierungen (Jahr, Titel, Album, Platzierungen, Wochen, Auszeichnungen, Anmerkungen) | Höchstplatzierung, Gesamtwochen, AuszeichnungChartplatzierungen (Jahr, Titel, Album, Platzierungen, Wochen, Auszeichnungen, Anmerkungen) | Anmerkungen |
| Jahr | Titel Album                         | FR | BEW | DE | AT | CH | Anmerkungen |
| --- | ----------------------------------- | --- | --- | --- | --- | --- | --- |
| 2017 | T.R.W –                             | FR— GoldFR | — | — | — | — | Erstveröffentlichung: 11. August 2017 feat. Alonzo                                                                                     |
| 2017 | Mi amigo –                          | — | — | — | — | — | Erstveröffentlichung: 7. Dezember 2017                                                                                                 |
| 2018 | Milano Fruit du démon               | FR157 Gold · (8 Wo.)FR | — | — | — | — | Erstveröffentlichung: 19. Januar 2018 Verkäufe: + 100.000                                                                              |
| 2018 | Vroom vroom Fruit du démon          | FR30 Gold · (6 Wo.)FR | — | — | — | — | Erstveröffentlichung: 2. November 2018 Verkäufe: + 100.000                                                                             |
| 2018 | Guerilla Fruit du démon             | FR33 Diamant · (54 Wo.)FR | — | — | — | — | Erstveröffentlichung: 23. Februar 2018 Verkäufe: + 333.333                                                                             |
| 2018 | Dalida Fruit du démon               | FR11 Diamant · (25 Wo.)FR | — | DE94* (1 Wo.)DE | — | — | Erstveröffentlichung: 14. September 2018 Verkäufe: + 333.333; * Remix mit Veysel                                                       |
| 2018 | Fruit de la zone Fruit du démon     | FR90 (3 Wo.)FR | — | — | — | — | Erstveröffentlichung: 16. November 2018 feat. Jul                                                                                      |
| 2019 | Liberté –                           | FR195 Gold · (1 Wo.)FR | — | — | — | — | Erstveröffentlichung: 15. März 2019 Verkäufe: + 100.000                                                                                |
| 2019 | Espérance –                         | FR119 (3 Wo.)FR | — | — | — | — | Erstveröffentlichung: 28. Juni 2019 |
| 2019 | Rockstar Fruit du démon             | FR36 Gold · (8 Wo.)FR | — | — | — | — | Erstveröffentlichung: 4. Februar 2019 Verkäufe: + 100.000                                                                              |
| 2019 | Youv Fruit du démon                 | FR64 (2 Wo.)FR | — | — | — | — | Erstveröffentlichung: 11. März 2019 |
| 2019 | Bébé allô –                         | FR158 (2 Wo.)FR | — | — | — | — | Erstveröffentlichung: 8. November 2019                                                                                                 |
| 2020 | Meleğim Vintage                     | FR2 Diamant · (63 Wo.)FR | BEW26 Gold · (17 Wo.)BEW | — | — | CH52 (8 Wo.)CH | Erstveröffentlichung: 7. Februar 2020 Verkäufe: + 343.333; feat. Dadju                                                                 |
| 2020 | Maryline Vintage                    | FR70 (2 Wo.)FR | — | — | — | — | Erstveröffentlichung: 21. Februar 2020 feat. Sch                                                                                       |
| 2020 | Ça fait des années Vintage          | FR34 Gold · (4 Wo.)FR | — | — | — | — | Erstveröffentlichung: 20. März 2020 Verkäufe: + 100.000; feat. Cheb Mami                                                               |
| 2020 | Rockstar 2 Vintage                  | FR150 (1 Wo.)FR | — | — | — | — | Erstveröffentlichung: 11. September 2020                                                                                               |
| 2020 | Comme jamais Vintage Gearforth      | FR199 (1 Wo.)FR | — | — | — | — | Erstveröffentlichung: 16. September 2020 feat. Zed & Hamza                                                                             |
| 2021 | Aquí –                              | — | — | — | — | — | Erstveröffentlichung: 15. Januar 2021 mit AriBeatz & Ozuna                                                                             |
| 2021 | Fada Sans visa                      | FR127 Gold · (2 Wo.)FR | — | — | — | — | Erstveröffentlichung: 4. Juni 2021 Verkäufe: + 100.000                                                                                 |
| 2021 | Mal à la tête –                     | FR65 Gold · (12 Wo.)FR | — | — | — | — | Erstveröffentlichung: 9. Juli 2021 Verkäufe: + 200.000; mit Heuss l’Enfoiré                                                            |
| 2021 | Bye Bye Sans visa                   | FR50 Gold · (9 Wo.)FR | — | — | — | CH100 (1 Wo.)CH | Erstveröffentlichung: 9. September 2021 Verkäufe: + 100.000; feat. Tayc                                                                |
| 2021 | Lela Sans visa                      | FR167 (1 Wo.)FR | — | — | — | — | Erstveröffentlichung: 16. November 2021 feat. Rim'K                                                                                    |
| 2022 | Suavemente Sans visa                | FR1 Diamant · (99 Wo.)FR | BEW5 Platin · (28 Wo.)BEW | DE— aDE | — | CH6 Platin · (34 Wo.)CH | Erstveröffentlichung: 22. Februar 2022 Verkäufe: + 613.333                                                                             |
| 2022 | Va bene –                           | FR52 (4 Wo.)FR | — | — | — | — | Erstveröffentlichung: 1. April 2022 mit 4.4.2 & Tayc feat. Jul & Naza                                                                  |
| 2022 | Askim Sans visa                     | FR69 (5 Wo.)FR | — | — | — | — | Erstveröffentlichung: 12. Mai 2022 feat. Reynman                                                                                       |
| 2023 | Casanova Africa Jungle Part.1       | FR1 Platin · (… Wo.)FR | BEW3 ×2Doppelplatin · (43 Wo.)BEW | DE88 (1 Wo.)DE | — | CH7 (50 Wo.)CH | Erstveröffentlichung: 6. Juli 2023 Verkäufe: + 503.333; feat. Gazo                                                                     |
| 2023 | Y Dor –                             | FR126 Gold · (7 Wo.)FR | BEW— GoldBEW | — | — | — | Erstveröffentlichung: 27. Juli 2023 Verkäufe: + 110.000; mit Dystinct                                                                  |
| 2023 | Casanova –                          | — | — | — | — | — | Erstveröffentlichung: 7. Dezember 2023 Verkäufe: + 180.000; mit Lola Índigo & Rvfv; spanischsprachige Version des Liedes vom Juli 2023 |
| 2024 | Tiki Taka Africa Jungle Part.1      | FR38 Gold · (7 Wo.)FR | — | — | — | — | Erstveröffentlichung: 1. Februar 2024 Verkäufe: + 100.000; feat. Sch                                                                   |
| 2024 | Otra –                              | FR107 Gold · (16 Wo.)FR | — | — | — | — | Erstveröffentlichung: 2. Mai 2024 Verkäufe: + 100.000                                                                                  |
| 2024 | Roméo –                             | FR84 (3 Wo.)FR | — | — | — | — | Erstveröffentlichung: 5. Juli 2024 mit L’Algérino                                                                                      |
| 2024 | Only You Africa Jungle Part.1       | FR55 (2 Wo.)FR | — | — | — | — | Erstveröffentlichung: 7. November 2024 feat. SDM                                                                                       |
| 2024 | Carré OK Africa Jungle Part.1       | FR19 Platin · (31 Wo.)FR | BEW9 Gold · (22 Wo.)BEW | — | — | — | Erstveröffentlichung: 12. Dezember 2024 Verkäufe: + 210.000; feat. Gims                                                                |
| 2025 | Qué miras bobo Africa Jungle Part.1 | FR127 (1 Wo.)FR | — | — | — | — | Erstveröffentlichung: 6. Februar 2025                                                                                                  |
| 2025 | C’est fort Africa Jungle Part.1     | FR35 (… Wo.)FR | — | — | — | — | Erstveröffentlichung: 25. Juni 2025 feat. Ninho                                                                                        |
| 2025 | Tkt pas Africa Jungle Part.1        | FR180 (1 Wo.)FR | — | — | — | — | Erstveröffentlichung: 3. Juli 2025 |
| 2025 | Tour du monde Africa Jungle Part.1  | FR35 (… Wo.)FR | — | — | — | — | Erstveröffentlichung: 24. Juli 2025 feat. L2B                                                                                          |
| Folgende Lieder erschienen nicht als Single, wurden aber durch das Album zum Download und Streaming bereitgestellt und konnten somit eine Platzierung erlangen: |                                     | | | | | | |
| |                                     | | | | | | |
| 2018 | Cosa nostra Fruit du démon          | FR39 (5 Wo.)FR | — | — | — | — | Charteinstieg: 9. November 2018 feat. Sofiane & Lacrim                                                                                 |
| 2018 | Amsterdam Fruit du démon            | FR42 (3 Wo.)FR | — | — | — | — | Charteinstieg: 9. November 2018 |
| 2018 | Bambina Fruit du démon              | FR50 (2 Wo.)FR | — | — | — | — | Charteinstieg: 9. November 2018 |
| 2018 | Tata Fruit du démon                 | FR51 (3 Wo.)FR | — | — | — | — | Charteinstieg: 9. November 2018 |
| 2018 | Mirage Fruit du démon               | FR74 (2 Wo.)FR | — | — | — | — | Charteinstieg: 9. November 2018 feat. Khaled                                                                                           |
| 2018 | HLM Fruit du démon                  | FR84 (2 Wo.)FR | — | — | — | — | Charteinstieg: 9. November 2018 |
| 2018 | Chica Fruit du démon                | FR86 (2 Wo.)FR | — | — | — | — | Charteinstieg: 9. November 2018 |
| 2018 | Gucci Fruit du démon                | FR90 (1 Wo.)FR | — | — | — | — | Charteinstieg: 9. November 2018 |
| 2018 | Paradise Fruit du démon             | FR122 (1 Wo.)FR | — | — | — | — | Charteinstieg: 9. November 2018 |
| 2020 | Hayati Vintage                      | FR165 (1 Wo.)FR | — | DE10 (4 Wo.)DE | AT31 (2 Wo.)AT | CH23 (2 Wo.)CH | Charteinstieg: 27. März 2020 feat. Mero                                                                                                |
| 2020 | La kichta Vintage                   | FR47 Gold · (22 Wo.)FR | — | — | — | — | Charteinstieg: 27. März 2020 Verkäufe: + 100.000; feat. Heuss l’Enfoiré                                                                |
| 2020 | Chihuahua Vintage                   | FR65 (2 Wo.)FR | — | — | — | — | Charteinstieg: 27. März 2020 feat. Gambi                                                                                               |
| 2020 | CNLZ Vintage                        | FR68 (1 Wo.)FR | — | — | — | — | Charteinstieg: 27. März 2020 feat. Jul & Kliff                                                                                         |
| 2020 | Marbella Vintage                    | FR123 (1 Wo.)FR | — | — | — | — | Charteinstieg: 27. März 2020 |
| 2020 | Vida loca 2 Vintage                 | FR142 (1 Wo.)FR | — | — | — | — | Charteinstieg: 27. März 2020 |
| 2020 | Corbeau Vintage                     | FR162 (1 Wo.)FR | — | — | — | — | Charteinstieg: 27. März 2020 |
| 2020 | On ira Vintage                      | FR174 (1 Wo.)FR | — | — | — | — | Charteinstieg: 27. März 2020 feat. 13 Block                                                                                            |
| 2020 | Wahda Vintage                       | FR183 (1 Wo.)FR | — | — | — | — | Charteinstieg: 27. März 2020 |
| 2020 | Solo Vintage                        | FR195 (1 Wo.)FR | — | — | — | — | Charteinstieg: 27. März 2020 |
| 2020 | Dangereuse Vintage                  | FR196 (1 Wo.)FR | — | — | — | — | Charteinstieg: 27. März 2020 |
| 2022 | Balader Sans visa                   | FR2 Diamant · (81 Wo.)FR | BEW22 Platin · (21 Wo.)BEW | — | — | CH72 (5 Wo.)CH | Charteinstieg: 3. Juni 2022 Verkäufe: + 353.333; feat. Niska                                                                           |
| 2022 | Sel3a Sans visa                     | FR84 (2 Wo.)FR | — | — | — | — | Charteinstieg: 3. Juni 2022 feat. Naps                                                                                                 |
| 2022 | Reste Sans visa                     | FR115 (1 Wo.)FR | — | — | — | — | Charteinstieg: 3. Juni 2022 feat. Heuss l’Enfoiré                                                                                      |
| 2022 | Baila Sans visa                     | FR164 Gold · (4 Wo.)FR | — | — | — | — | Charteinstieg: 3. Juni 2022 Verkäufe: + 100.000; feat. Kendji Girac                                                                    |
| 2022 | Ya lbahri Sans visa                 | FR165 (1 Wo.)FR | — | — | — | — | Charteinstieg: 3. Juni 2022 |
| 2022 | Fiesta Sans visa                    | FR166 (1 Wo.)FR | — | — | — | — | Charteinstieg: 3. Juni 2022 |
| 2022 | Maria Sans visa1                    | FR190 (1 Wo.)FR | — | — | — | — | Charteinstieg: 3. Juni 2022 |
| 2022 | Sans visa                           | FR196 (1 Wo.)FR | BEW— PlatinBEW | — | — | — | Charteinstieg: 3. Juni 2022 Verkäufe: + 20.000                                                                                         |
| 2022 | Parano Sans visa                    | FR200 (1 Wo.)FR | — | — | — | — | Charteinstieg: 3. Juni 2022 |
| 2025 | Bisous Africa Jungle Part.1         | FR168 (1 Wo.)FR | — | — | — | — | feat. Franglish |

### Als Gastmusiker
| Jahr | Titel Album                                                   | Höchstplatzierung, Gesamtwochen, AuszeichnungChartplatzierungen (Jahr, Titel, Album, Platzierungen, Wochen, Auszeichnungen, Anmerkungen) | Höchstplatzierung, Gesamtwochen, AuszeichnungChartplatzierungen (Jahr, Titel, Album, Platzierungen, Wochen, Auszeichnungen, Anmerkungen) | Höchstplatzierung, Gesamtwochen, AuszeichnungChartplatzierungen (Jahr, Titel, Album, Platzierungen, Wochen, Auszeichnungen, Anmerkungen) | Höchstplatzierung, Gesamtwochen, AuszeichnungChartplatzierungen (Jahr, Titel, Album, Platzierungen, Wochen, Auszeichnungen, Anmerkungen) | Höchstplatzierung, Gesamtwochen, AuszeichnungChartplatzierungen (Jahr, Titel, Album, Platzierungen, Wochen, Auszeichnungen, Anmerkungen) | Anmerkungen |
| Jahr | Titel Album                                                   | FR | BEW | DE | AT | CH | Anmerkungen |
| --- | ------------------------------------------------------------- | --- | --- | --- | --- | --- | --- |
| 2017 | Ajajaj Kunde ist König                                        | — | — | DE60 (7 Wo.)DE | — | — | Erstveröffentlichung: 16. Juni 2017 Mert feat. Soolking                                                                                   |
| 2018 | Vai nova Confidences                                          | FR38 (8 Wo.)FR | — | — | — | — | Erstveröffentlichung: 2. Februar 2018 YL feat. Soolking                                                                                   |
| 2018 | Woah 93 Empire                                                | FR7 Platin · (19 Wo.)FR | — | — | — | — | Erstveröffentlichung: 27. Juli 2018 Verkäufe: + 200.000; Sofiane feat. Vald, Mac Tyer, Soolking, Kalash Criminel, Sadek & Heuss l’Enfoiré |
| 2019 | Zemër –                                                       | FR21 Diamant · (29 Wo.)FR | — | — | — | CH13 (7 Wo.)CH | Erstveröffentlichung: 19. April 2019 Verkäufe: + 333.333; Dhurata Dora feat. Soolking                                                     |
| 2019 | Dans mon délire Il était une fois…                            | FR138 (4 Wo.)FR | BEW15 (11 Wo.)BEW | — | — | — | Erstveröffentlichung: 23. August 2019 Black M feat. Heuss l’Enfoiré & Soolking                                                            |
| 2019 | Wouli Liya Antidote                                           | FR35 Gold · (9 Wo.)FR | — | — | — | — | Erstveröffentlichung: 8. November 2019 Verkäufe: + 100.000; Dadju feat. Kaly, Soolking & Aymane Serhani                                   |
| 2020 | Luna Papillon                                                 | FR70 (4 Wo.)FR | — | — | — | — | Erstveröffentlichung: 23. Oktober 2020 Lynda feat. Soolking                                                                               |
| 2020 | Unité –                                                       | FR59 (16 Wo.)FR | — | — | — | — | Erstveröffentlichung: 20. November 2020 Unité feat. Dadju, Soolking, Hatik & Imen Es                                                      |
| 2021 | Nouveaux Parrains La direction                                | FR42 (5 Wo.)FR | — | — | — | — | Erstveröffentlichung: 3. Februar 2021 Sofiane feat. Soolking                                                                              |
| 2021 | Amiga Sale môme (Édition finale)                              | FR137 (1 Wo.)FR | — | — | — | — | Erstveröffentlichung: 26. März 2021 Niro feat. Soolking                                                                                   |
| 2021 | Bebeto Mi vida                                                | FR33 Platin · (33 Wo.)FR | BEW10 (18 Wo.)BEW | — | — | — | Erstveröffentlichung: 30. März 2021 Verkäufe: + 200.000; Kendji Girac feat. Soolking                                                      |
| 2022 | Himalaya Algorithme                                           | FR186 (1 Wo.)FR | — | — | — | — | Erstveröffentlichung: 21. März 2022 Bosh feat. Soolking                                                                                   |
| 2022 | Après vous Madame Les dernières volontés de Mozart (Symphony) | FR74 Platin · (14 Wo.)FR | BEW46 (1 Wo.)BEW | — | — | — | Erstveröffentlichung: 25. November 2022 Verkäufe: + 200.000; Gims feat. Soolking                                                          |
| 2023 | Desperado L’école de la vie                                   | — | BEW29 (9 Wo.)BEW | — | — | — | Erstveröffentlichung: 2. Februar 2023 Kendji Girac feat. Soolking                                                                         |
| Folgende Lieder erschienen nicht als Single, wurden aber durch das Album zum Download und Streaming bereitgestellt und konnten somit eine Platzierung erlangen: |                                                               | | | | | | |
| |                                                               | | | | | | |
| 2018 | Madame courage Affranchis                                     | FR35 (4 Wo.)FR | — | — | — | — | Charteinstieg: 2. Februar 2018 Sofiane feat. Soolking                                                                                     |
| 2018 | Favela À l’instinct                                           | FR21 Diamant · (28 Wo.)FR | — | — | — | — | Charteinstieg: 16. März 2018 Verkäufe: + 333.333; Naps feat. Soolking                                                                     |
| 2018 | Adios International                                           | FR100 Gold · (13 Wo.)FR | — | — | — | — | Charteinstieg: 29. Juni 2018 Verkäufe: + 100.000; L’Algérino feat. Soolking                                                               |
| 2018 | Savage La fosse aux lions                                     | FR85 (1 Wo.)FR | — | — | — | — | Charteinstieg: 30. November 2018 Kalash Criminel feat. Soolking                                                                           |
| 2018 | Bruder Fuego                                                  | — | — | DE73 (1 Wo.)DE | — | — | Charteinstieg: 7. Dezember 2018 Veysel feat. Soolking                                                                                     |
| 2018 | Come vai La zone en personne                                  | FR33 Gold · (6 Wo.)FR | — | — | — | — | Charteinstieg: 14. Dezember 2018 Verkäufe: + 100.000; Jul feat. Soolking                                                                  |
| 2019 | Benda En esprit                                               | FR23 Platin · (10 Wo.)FR | — | — | — | — | Charteinstieg: 1. Februar 2019 Verkäufe: + 200.000; Heuss l’Enfoiré feat. Soolking                                                        |
| 2019 | Maladie Lacrim                                                | FR15 Platin · (10 Wo.)FR | — | — | — | — | Charteinstieg: 15. Februar 2019 Verkäufe: + 200.000; Lacrim feat. Soolking                                                                |
| 2019 | Medellín On est fait pour ça                                  | FR176 (1 Wo.)FR | — | — | — | — | Charteinstieg: 28. Juni 2019 Naps feat. Soolking                                                                                          |
| 2019 | Every Day Rooftop                                             | FR121 (2 Wo.)FR | — | — | — | — | Charteinstieg: 6. Dezember 2019 Sch feat. Capo Plaza & Soolking                                                                           |
| 2020 | Galère après galère Ma Ruche                                  | FR108 (2 Wo.)FR | — | — | — | — | Charteinstieg: 7. Februar 2020 Hornet la Frappe feat. Soolking                                                                            |
| 2020 | Poropop Carré VIP                                             | FR69 (2 Wo.)FR | — | — | — | — | Charteinstieg: 6. März 2020 Naps feat. Soolking & Kliffzivziv                                                                             |
| 2020 | T’es allée oú? 100 visages                                    | FR74 (1 Wo.)FR | — | — | — | — | Charteinstieg: 4. September 2020 Leto feat. Soolking                                                                                      |
| 2020 | Pas la peine La mentale                                       | FR150 (1 Wo.)FR | — | — | — | — | Charteinstieg: 16. Oktober 2020 Sifax feat. Soolking                                                                                      |
| 2020 | Ma werss A-One                                                | FR37 (5 Wo.)FR | — | — | — | — | Erstveröffentlichung: 25. November 2020 Landy feat. Soolking                                                                              |
| 2021 | Tagada Les mains faites pour l’or                             | FR184 (1 Wo.)FR | — | — | — | — | Naps feat. Le Rat Luciano & Soolking |
| 2024 | Charisme Focus                                                | FR196 (1 Wo.)FR | — | — | — | — | KeBlack feat. Soolking |

## Musikvideos
| Jahr | Titel              | Regie                           |
| ---- | ------------------ | ------------------------------- |
| 2018 | Dalida             | Didier.D.Daarwin & Shemscameron |
| 2018 | Vroom vroom        | Mathieu Bernos Azzi             |
| 2019 | Rockstar           | Jeanne Grenat                   |
| 2019 | Youv               | Felicity Ben Price              |
| 2019 | Liberté            | Felicity Ben Price              |
| 2019 | Espérance          | Shems Cameron                   |
| 2019 | Bébé allô          | Victor Chapin & Thibaut         |
| 2020 | Meleğim            | Kamerameha                      |
| 2020 | Maryline           | Kamerameha                      |
| 2020 | Ça fait des années | Zak Cosmos                      |

## Statistik

### Chartauswertung
|                     | FR    | BEW     | DE    | AT    | CH    |
| ------------------- | ----- | ------- | ----- | ----- | ----- |
| Nummer-eins-Alben   | FR—FR | BEW—BEW | DE—DE | AT—AT | CH—CH |
| Top-10-Alben        | FR3FR | BEW3BEW | DE—DE | AT—AT | CH—CH |
| Alben in den Charts | FR4FR | BEW4BEW | DE1DE | AT—AT | CH3CH |

|                       | FR     | BEW     | DE    | AT    | CH    |
| --------------------- | ------ | ------- | ----- | ----- | ----- |
| Nummer-eins-Singles   | FR2FR  | BEW—BEW | DE—DE | AT—AT | CH—CH |
| Top-10-Singles        | FR5FR  | BEW4BEW | DE1DE | AT—AT | CH2CH |
| Singles in den Charts | FR81FR | BEW8BEW | DE5DE | AT1AT | CH7CH |

### Auszeichnungen für Musikverkäufe
| Goldene Schallplatte - Kanada - 2023: für die Single Suavemente Platin-Schallplatte - Italien - 2024: für die Single Casanova | 2× Platin-Schallplatte - Italien - 2023: für die Single Suavemente 3× Platin-Schallplatte - Spanien - 2024: für die Single Casanova |

Anmerkung: Auszeichnungen in Ländern aus den Charttabellen bzw. Chartboxen sind in ebendiesen zu finden.
| Land/RegionAuszeichnungen für Musikverkäufe (Land/Region, Auszeichnungen, Verkäufe, Quellen) | Gold       | Platin       | Diamant     | Verkäufe  | Quellen             |
| -------------------------------------------------------------------------------------------- | ---------- | ------------ | ----------- | --------- | ------------------- |
| Belgien (BRMA)                                                                               | 3× Gold3   | 8× Platin8   | —           | 190.000   | ultratop.be         |
| Frankreich (SNEP)                                                                            | 17× Gold17 | 10× Platin10 | 8× Diamant8 | 5.966.664 | snepmusique.com     |
| Italien (FIMI)                                                                               | —          | 3× Platin3   | —           | 300.000   | fimi.it             |
| Kanada (MC)                                                                                  | Gold1      | —            | —           | 40.000    | musiccanada.com     |
| Schweiz (IFPI)                                                                               | —          | Platin1      | —           | 20.000    | hitparade.ch        |
| Spanien (Promusicae)                                                                         | Gold1      | 3× Platin3   | —           | 210.000   | elportaldemusica.es |
| Insgesamt                                                                                    | 22× Gold22 | 25× Platin25 | 8× Diamant8 |           |                     |